# Gourbesville
Gourbesville là một xã thuộc tỉnh Manche trong vùng Normandie tây bắc nước Pháp. Xã này nằm ở khu vực có độ cao trung bình 12 mét trên mực nước biển.